# 생산성 (생태학)
생태학에서 생산성(productivity 또는 production)은 생태계에서, 각 소비자 단계에서 축적된 생체량을 말한다. 일차생산량과는 다르게 총 생산량이나 순 생산량과 같은 용어를 사용하지 않으며, 이차생산량이라는 용어 자체가 순 생산, 즉 에너지 섭취와 소화, 배설, 호흡 등의 과정을 거친 후의 순 생체량 증가를 뜻한다. 이차생산량으로 동화된 유기물은 새로운 조직의 생장이나 새로운 개체를 생산하는 데 동원된다.

## 같이 보기
- 일차생산량